# Sabaneta (Wenezuela)
Sabaneta – miasto na zachodzie Wenezueli w stanie Barinas. Założone zostało 1623 roku. W Sabanecie urodził się prezydent Wenezueli w latach 1999–2013 Hugo Chávez.

## Demografia
Miasto według spisu powszechnego 21 października 2001 roku liczyło 16 779, 30 października 2011 ludność Sabanety wynosiła 20 419.

## Dzielnice
- Urbanización Justo Moreno
- Colinas del Sucre
- Barrio Simón Bolívar